# San Nicolás de Bari (Córdoba)
San Nicolás es un centro poblado del municipio de Santa Cruz de Lorica (departamento de Córdoba, Colombia), que está ubicado en la margen derecha del río Sinú.
Este centro poblado cuenta con unos 1.895 habitantes aproximadamente. La fuente económica es la agricultura, la pesca la artesanía y el jornal. Actualmente la agricultura se da en menos escala ya que no cuenta con los terrenos necesarios para producir la agricultura ya que los terrateniente las han tomado para la ganadería. Otra que se produce menos es la artesanía ya que la materia prima es la enea y esta se encuentra muy poco, porque los humedales que es su hábitat se están disecando y en algunos caso la cortan.
- Datos: Q130603567